# 4413 Mycerinos
4413 Mycerinos è un asteroide della fascia principale. Scoperto nel 1960, presenta un'orbita caratterizzata da un semiasse maggiore pari a 2,3656299 UA e da un'eccentricità di 0,0713858, inclinata di 2,26099° rispetto all'eclittica.